# Mathurin Méheut
Pour les articles homonymes, voir Méheut.
 (août 2021).
Mathurin Méheut, né le 21 mai 1882 à Lamballe et mort le 22 février 1958 à Paris, est un peintre et illustrateur français.

## Biographie
Mathurin Méheut naît dans une famille d'artisans. En 1896, il entre en apprentissage à Lamballe chez Mathurin Guernion, peintre en bâtiment ; de là sont connus ses premiers dessins datés. Il entre à l'École régionale des beaux-arts de Rennes (Ille-et-Vilaine) en 1898 et séjourne pendant un mois à Paris en 1900. En 1902, à la fin de ses études à Rennes, il s'installe à Paris. Il travaille à la revue Art et Décoration et publie des illustrations sur les poissons et les coraux. Parallèlement, il s'inscrit à l'École nationale supérieure des arts décoratifs à Paris. Il effectue son service militaire de 1903 à 1904 à Saint-Lô.
En 1905, il épouse Marguerite Rouja au Mans. Le couple se fixe à Paris dans le 15e arrondissement, au 45, rue Falguière. Leur fille Maryvonne naît en 1908.
De 1910 à 1912, il séjourne et travaille à la station biologique de Roscoff, où il peut observer et dessiner le milieu marin dans un contexte scientifique. C'est là qu'il crée les bases de l'ouvrage Étude de la mer 1913-1914 sous la direction de Maurice Pillard (dit Verneuil). Une exposition qui lui est consacrée au musée des arts décoratifs de Paris en 1913 réunit 450 œuvres sur la faune et la flore marine réalisées à Roscoff. La revue L'Illustration publié plusieurs de ses tableaux en couleur. Le musée océanographique de Monaco et le musée du Luxembourg à Paris acquièrent certaines de ses œuvres.
Méheut est lauréat de la « Bourse autour du monde » attribuée par la Fondation Albert-Kahn. Il peut ainsi voyager à Hawaï puis au Japon où le séjour est interrompu par la mobilisation due à la Première Guerre mondiale. Méheut rentre en France et est incorporé en octobre au 136e régiment d'infanterie d'Arras, puis de 1916 à 1917, il est détaché au service topographique et cartographique à Sainte-Menehould puis à Bergues. Il y réalise ses Croquis de guerre témoignant de la vie dans les tranchées. Il est démobilisé en 1919. Méheut reprend son poste de professeur à l'École Boulle à Paris jusqu'en 1928 après avoir brièvement enseigné à l'école Estienne à Paris en 1921.
Après l'armistice, il revient dans sa Bretagne natale et exerce les métiers de décorateur et d'illustrateur. Devenu peintre officiel de la Marine en 1921, Méheut fait preuve d'une activité diversifiée : entre 1924 et 1935, il participe à la décoration de neuf paquebots dont le Normandie. Il est aussi illustrateur de livres, collabore comme céramiste pour la faïencerie Henriot à Quimper.
Mathurin Méheut fait plusieurs séjours chez Albert Kahn en 1924. Il refuse de s'engager dans le mouvement Seiz Breur. Il rencontre Yvonne Jean-Haffen en 1925. Elle devient une de ses élèves. 150 lettres parmi les nombreuses lettres qu'il lui a écrites entre 1926 et 1954 ont fait l'objet d'une publication en 2018.
En 1926, il adhère à la Société des artistes décorateurs et réalise ses premières céramiques pour la Manufacture nationale de Sèvres en 1927. En 1936, il fait la connaissance du peintre Yves Floc'h en compagnie d'Yvonne Jean-Haffen à la chapelle Sainte-Anne-la-Palud.
Témoin d'une époque, passionné par les hommes et les paysages de sa province natale, il sillonne la Bretagne de Rennes à Dinan, de Roscoff à Saint-Guénolé en pays Bigouden, laissant une abondante production et un témoignage précis et multiforme de la vie bretonne à son époque. Il enseigne de 1940 à 1944 à l'École des beaux-arts de Rennes et compte parmi ses élèves des artistes comme le peintre verrier Joseph Archepel, le peintre muraliste et cinéaste d'animation Frédéric Back, le peintre Geoffroy Dauvergne, le sculpteur Roland Guillaumel, les peintres Roger Marage, Jean-Marie Martin.
Un musée Mathurin-Méheut est créé à Lamballe, sa ville natale, à l'intérieur d'une maison à pans de bois du XVe siècle, dite « Maison du Bourreau ». Ce musée conserve environ 5 000 de ses œuvres. Le musée est transféré au haras national de la ville. Le 18 juin 2022, le musée accueille ses premiers visiteurs et présente 260 œuvres sur une surface d’exposition de 400 m2 
,.
Mathurin Méheut est élu à l'Académie de marine en 1956 et meurt à Paris le 22 février 1958. Il est inhumé au cimetière du Montparnasse (division 13), dans la même ville.

## Œuvres dans les collections publiques

### Dessin
- Boulogne-Billancourt, musée départemental Albert-Kahn : Le Cactus, 1929, aquarelle.
- Brest, musée des Beaux-Arts : Étude d'escargots, mine de plomb sur papier.
- Dinan, Maison d'artiste de la Grande Vigne : Location de périssoire à Cassis, 1938, gouache sur papier.
- Lamballe, musée Mathurin-Méheut :
  - Vue de Lamballe, 1913, lavis d'encre sur papier ;
  - L'Île de Sieck par gros temps, 1913, gouache sur papier, encre, crayon gras, papier collé sur carton ;
  - Nord d'Arras, 5 juillet 1915, 1915, crayon et aquarelle ;
  - La Procession de Locronan, 1929, gouache sur papier.
- Paris, musée national de la Marine : Goëlette à quai, Saint Goustan, 1936, gouache.
- Quimper, musée de la Faïence : Pardon Notre-Dame de la Joie, 1925, cinq calques préparatoires pour cinq carreaux de céramique.
- Saint-Brieuc, musée d'Art et d'Histoire : Marin au casier, hameau des Roches, fusain, crayon, gouache, papier collé sur carton.

### Estampe
Entre 1910 et 1926, Mathurin Méheut travaille les techniques traditionnelles[Lesquelles ?], puis se lance dans les techniques nouvelles[Lesquelles ?] de 1939 à 1948. De 1944 à 1945, il approfondit son travail de gravure sur bois.
- Aux avirons, 1920, bois gravé, papier japon, Paris, musée national de la Marine.

### Affiche
- Gala de la Marine. Exposition universelle de 1937, Paris, musée national de la Marine.

### Peinture
- L'Été, le Pardon de l'Île de Batz, 1913, peinture à la caséine sur papier marouflé, exposée au pavillon de Marsan en 1913, achat de l'État, musée des Beaux-Arts de Rennes.
- Ramasseur de sel à Guérande, 1928, caséine sur toile marouflée sur carton, Paris, musée d'Orsay.
- Le Cactus, vers 1930, caséine sur toile, Boulogne-Billancourt, musée départemental Albert-Kahn.
- La Récolte du goémon, 1939, huile sur toile, Quimper, musée départemental breton.
- Vingt-cinq toiles, 1941, Institut de géologie de Rennes.
- Clemenceau visitant une tranchée, vers 1955, huile sur toile, commande de la Société française des transports pétroliers pour décorer Le Vendée qui portait le nom de la province natale du Tigre, Lamballe, musée Mathurin-Méheut[7].
- Bords de Seine vus de Notre-Dame de Paris depuis le restaurant La Tour d'Argent, huile sur toile contrecollée sur carton, Paris, Compagnie générale transatlantique.
- Les filets bleus, technique mixte, 71x103 cm, vendu 60 000€ (le 22 juillet 2023 à Brest)[8].

### Peinture murale
- Le Port de Sainte-Marine à Combrit, 1952, peinture murale pour la Caisse d'épargne de Pont-l'Abbé, en dépôt à la salle des mariages de la mairie de Pont-l'Abbé.

### Céramique
Mathurin Méheut travaille dès 1919 pour les faïenceries de Jules Henriot, renouvelant les décors, et va également travailler pour la Manufacture de Sèvres de 1927 à 1940, ainsi qu'avec Villeroy et Boch.
- Pardon de Notre-Dame de la Joie, 1925, cinq carreaux de céramique.
- Service de table La Mer avec filet jaune et bleu, et La Galette, 1925, exposés à l'Exposition internationale des Arts décoratifs et industriels modernes de 1925.
- Service de table La Mer, 1925-1930, pour Henriot.
- Service de table La Mer, 1932, pour le restaurant d'Alfred Prunier, et cendrier publicitaire pour la même maison[10].
- Vase no 7, 1932, de Jacques-Émile Ruhlmann, décor de Mathurin Méheut, peint par Charles Fritz, manufacture nationale de Sèvres.
- Assiette plate du Service Daurat, 1933, forme de Maurice Daurat, décor de Mathurin Méheut, frise décorée par Anne-Marie Fontaine, manufacture nationale de Sèvres.
- Trois mosaïques et trois vitraux, 1940-1941, pour le restaurant L'Huîtrière à Lille, rue des Chats Bossus.
- 1949-1950, travaux de céramiste pour Villeroy et Boch à Mettlach.
- 1952, achèvement de la façade en céramique de la faïencerie Henriot à Quimper. Il obtient sa dernière grande commande décorative pour la Caisse d'épargne de Pont-l'Abbé.
- Poisson japonais, faïence stannifère, manufacture nationale de Sèvres.
- Service à poisson, service en porcelaine pour David David-Weill[11].

### Illustration
Méheut illustra également, des menus et des catalogues de croisières pour la compagnie des messageries maritimes.
- Maurice Genevoix, Raboliot, illustrations de Mathurin Méheut gravées sur bois par Georges Beltrand, Paris, Cercle parisien du livre 1927[12], tirage à 132 ex.
- André Savignon, Les Filles de la pluie, illustrations de Mathurin Méheut, Paris, Grasset, 1912.
- Maurice Pillard Verneuil, Étude de la mer, flore et faune de la Manche et de l'Océan, ouvrage auquel il collabore pour l'illustration avec la station biologique marine de Roscoff depuis 1910, publié en 1913.
- Maurice Pillar Verneuil, Études de végétaux, sous la direction d'Eugène Grasset, 1913.
- Alphonse de Chateaubriant, La Brière, bois gravés par Soulas et Méheut, Mornay, coll. « Les beaux livres », 1924.
- Jean Brunhes, La Géographie humaine de la France, dans Histoire de la Nation française de Gabriel Hanot, 1926.
- Léon Simon Baranger, Almanach du Franc-Buveur, bois gravé, éditions du Livre de Paris, 1926.
- Jean Brunhes, Géographie, cours supérieur, chez Afred Mame, 1928.
- Pierre Loti, Mon Frère Yves, chez Calmann-Levy éditeurs, 1928.
- Colette, Regarde…, 17 illustrations au pochoir, éd. J.G. Deschamps, Imprimerie nationale, 1929.
- Francis Gourvil, En Bretagne de Saint-Brieuc à Brest et de Quimper à Vannes, réalisation de la couverture, B. Arthaud, Grenoble, 1929.
- En Bretagne, de Saint-Brieuc à Brest, de Quimper à Vannes, éditions Arthaud, 1930.
- Bretagne, au bout du monde : types et coutumes de Pierre Guéguen, Paris, éditions des Horizons de France, 1930.
- La Plante exotique, introduction de M.L. Plantefol, Paris, éd.Massin et Cie, 1931.
- Pax Mundi, Ligue mondiale pour la paix, Genève, 1932.
- Menu du Champlain, 1934.
- André Savignon, Les Filles de la Pluie, lithographies de Mathurin Méheut, Paris, Mornay, 1934.
- Au pays des corsaires, Saint-Brieuc, Éditions Aubert-ti-Breiz, 1935.
- Pierre Loti, Pêcheur d'Islande, Calmann-Levy éditeurs, 1936.
- André Savignon, « Douarnenez », illustration de Mathurin Méheut, dans la revue Synthèse, no 7, juillet 1936.
- Florian Le Roy, Pays de Bretagne, éditions Alpina, 1937.
- Auguste Dupory, La Basse Bretagne, éditions Arthaud, 1940, rééd. 1952.
- Auguste Dupouy et Mathurin Meheut, La Basse-Bretagne, Grenoble Arthaud 1940[13], couvertures illustrées en couleurs par Mathurin Meheut.
- Florian Le Roy, Vieux métiers bretons, Paris, éditions Horizons de France, 1944.
- Édition avec Géo-Fourrier de la série de cartes postales dite la Bretagne bleue, 1946.
- En Bretagne morbihannaise, costumes et traditions du Vannetais bretonnant au XIXe siècle, éditions Arthaud, 1947.
- Roger Vercel, Sous le pied de l'archange, Paris, éditions Moulin de Pen-Mur, Arc-en-ciel, 1947.
- Roland Dorgelès, Les Croix de bois, Monte-Carlo, éditions du Livre, 1947.
- Jean de La Varende, Broderies en Bretagne, Le Minor, 1947.
- Jean de La Varende, Mers bretonnes, Nantes, Albert Richard, 1950.
- Jean Chagnolleau, Les Îles de l'Armor, Paris, Horizons de France, 1951.
- Une porte de l'Europe, Nantes, pour le Rotary-Club, par Beuchet et Vanden Brugge, illustrations de Gaston Alaux, sept de Georges Gobo dit Gobô, deux de Géo Ham, dix-sept d'Albert Brenet, une de Félix Lorioux, six de Jean Picard Le Doux, quatre de Jean Bouchaud, deux de Michel Bouchaud, une de Paul Ordner, treize de Mathurin Méheut, vingt de Jean-Adrien Mercier, ce dernier illustrant également initiales et culs-de-lampe en couleurs, 1951.
- Presqu'île guérandaise, éditions Horizons de France, 1952.
- Auguste Dupouy, Souvenirs d'un pêcheur en eau salée, Paris, B. Arthaud, 1953.
- Marie Mauron, En parcourant la Provence, illustrations de Mathurin Méheut, Monte-Carlo, SAM Les Beaux Livres, Édition Les Flots Bleus, 1954.
- La pêche artisanale à Boulogne-sur-Mer, calendrier pour les pêcheries Delpierre, 1956.
- Roger Vercel, Boulogne, grand port de pêche, édité par le Comité d'entraide aux familles des marins péris en mer du chalutier Colbert, Nantes, Imprimerie Beuchet et Vandenbrugge, février 1956.
- Roger Vercel, Pêcheurs des quatre mers, collaborèrent également à l'illustration, Albert Brenet et Marin-Marie, 1957.
- Jean de La Varende, À ciel ouvert : images du terroir, Rennes, Terre de Brume, 2007, 135 p. (ISBN 978-2-84362-365-3).
- Jean Rouaud, Éclats de 14, Brest, Éditions dialogues, 2014, 95 p. (ISBN 978-2-918135-95-1).

### Tapisserie
- Allégorie à la vie Marine, 1939, carton tissé en 1946 pour la manufacture des Gobelins.

### Art décoratif
Après l'exposition au pavillon de Marsan en 1921, Méheut entame une longue collaboration avec différentes compagnies maritimes, dont la Compagnie des Messageries maritimes de 1924 à 1935. Il participe à la décoration de 25 navires recensés.
- 1923 : décors pour les paquebots de la Compagnie générale transatlantique.
- 1923 : décor du paquebot Champollion, interprétation de la Dame à La Licorne pour le fumoir de 1re classe.
- 1924 : décor du paquebot Le Mariette Pacha[14].
- 1925 : décor du paquebot Le d'Artagnan[15]. Mouettes pêchant en mer pour le salon des dames en 2e classe.
- 1925 : décor des appartements du commissaire principal de bord et de la suite Fontainebleau  du paquebot Île-de-France.
- 1926 : décor du paquebot Le Leconte de Lisle[16], Paysage de brousse africaine, inspiré du poème de la Panthère Noire, dans le fumoir en 1re classe.
- 1928 : décor du paquebot L'Eridan (II)[17], deux panneaux de 5,5 m de diamètre et six petites gouaches sur la faune et la flore australienne.
- 1929 : décor du paquebot Le Jean Laborde[18] pour la salle des pas perdus et la descente de la salle à manger vers les 1res classes.
- 1929 : décor de la villa Miramar à Cap Martin pour Albert Kahn.
- 1930 : décor du paquebot Le Georges Philippar, Faon avec cerf et biche, couchés dans un sous-bois pour la salle à manger (navire coulé).
- 1930 : décor du hall de l'immeuble Heinz & Co à Pittsburgh en collaboration avec Yvonne Jean-Haffen. Ils y réalisent des caravelles.
- 1931 : quatre décors pour le paquebot Normandie.
- 1931 : décor du paquebot Aramis[19] pour la salle à manger de 1re classe, et de 27 panneaux inspirés des fresques crétoises. Yvonne Jean-Haffen y peint Le Roi aux fleurs de lys. Léo Fontan collabore également à la décoration de ce paquebot.
- 1932 : décor à bord du paquebot Président Paul Doumer.
- 1933 : décor pour le paquebot Maréchal Joffre, Un marché malgache, Paysages malgache, La Princesse Sakalavé au bain, décor pour les salles de bain et cabines de luxe.
- 1934 : décor pour le paquebot le Ville d'Alger.
- 1949 : décor du navire L'Atlas, scène pastorale avec en second plan la chaîne de montagne l'Atlas, pour la salle à manger-salon.
- 1950 : décor du paquebot Liberté, L'Arche de Noé et Nids d'oiseaux marins, motifs du tapis de l'allée centrale de la chapelle.
- 1950 : décor du grand escalier du paquebot Ville de Marseille.
- 1951 : décor de la Caisse d'épargne de Pont-l'Abbé (Finistère).
- 1952 : décor du navire de croisière Le Flandre pour le salon de première classe.
- 1952 : décor pour le paquebot Ville de Tunis.
- 1953 : décor sur le pétrolier Le Camargue.
- 1957 : décor du pétrolier Le Lorraine, panneau représentant Place Stanislas de Nancy sous le 1er Empire peinture à la caséine sur toile marouflée sur panneau.
- Décor du navire pétrolier Le Sologne pour la salle à manger : panneaux Vendanges, Chasse à courre et Le Château de Lassay.

### Sculpture
- Itron Varia ar Mor, vers 1934, plâtre, musée de la Faïence de Quimper.
- Itron Varia ar Mor (Cantique à Notre-Dame de la Mer), 1935-1938, faïence monochrome, Quimper, musée départemental breton.
- Sirène, plâtre, Sèvres, musée national de Céramique.

## Travail publicitaire
- Méheut dessine également des décors de boîtes et autres conditionnements pour le parfumeur Roger & Gallet, des cartons pour confiserie avec le Pardon Notre-Dame de la Joie, des boîtes à sardines en chocolat pour Amieux frères.

## Expositions
- 1913 : exposition personnelle au musée des Arts décoratifs de Paris (pavillon de Marsan) de 450 œuvres réalisées à Roscoff sur la faune et la flore marine, en octobre.
- 1921 : exposition personnelle au musée des Arts décoratifs de Paris (pavillon de Marsan) : œuvres bretonnes, japonaises et de guerre[20].
- 1923 : exposition personnelle à San Francisco.
- 1925 : Paris, Exposition internationale des arts décoratifs et industriels modernes : services de tables La Mer, La Galette.
- 1931 : Paris, galerie Charpentier : céramiques de Sèvres.
- 1931 : Paris, Exposition coloniale internationale : céramiques de Sèvres.
- 1937 : Exposition internationale des arts et techniques de Paris, décoration pour le pavillon de la Bretagne et de la marine Marchande.
- 1955 : Paris, galerie Bernheim-Jeune[21].

### Expositions posthumes
- 1960 : « Mathurin Méheut. Exposition rétrospective »[22], Lamballe, Syndicat d'initiative de Lamballe.
- 1973 : « Rétrospective Mathurin Méheut 1882-1958 », Paris, musée national de la Marine.
- 2001 : « Mathurin Méheut, donation Château-Grall »[23], Rennes, musée de Bretagne[24].
- 2005 : La ville de Saint-Briac-sur-Mer pour son 10ème Festival d'Art organisa au Couvent de la Sagesse une exposition :  Dix regards de peintres de marines consacrée à Édouard Adam (1847-1929), Étienne Blandin (1903-1991), Albert Brenet (1903-2005), Roger Chapelet (1903-1995), Lucien-Victor Delpy (1898-1967), Ernest Guérin (1887-1952), Marin-Marie (1901-1987), Mathurin Méheut (1882-1958), Joseph-Honoré Pellegrin (1793-1849) et aux Roux : Joseph (1725-1789), Antoine (1765-1835), et François Joseph Frédéric (1805-1870).
- 2011 : Saint-Malo, chapelle Saint-Sauveur, « Mathurin Méheut, Yvonne Jean Haffen et la nature »[25],[26],[27], avec des œuvres d'Yvonne Jean Haffen. L’originalité de cette exposition était double : c’était la première présentation publique intégrale des 25 œuvres du décor réalisé pour l'Institut de géologie de Rennes, et c’est également le seul témoignage encore actuellement conservé en l’état de l’art de Méheut comme décorateur monumental, la plus grande part de ses autres réalisations ayant disparu.
- 2012-2013[28] : « Dans le décor ! Grands décors sous-marins de Mathurin Méheut », musée des Beaux-Arts de Brest[29].
- 2013 : Paris, musée national de la Marine[30].
- 2013 : Rennes, présentation de certaines de ses œuvres pour l'exposition « Archeologia »[31], présentée à 40mcube, au musée des Beaux-Arts de Rennes, au musée de géologie de l'université de Rennes 1 et au Frac Bretagne.
- 2017 : « Animalia. Mathurin Méheut et Damien Colcombet », Centre Cristel éditeur d'Art, Saint-Malo[32]. Pour la première fois sont montrées au public les 26 planches inédites de l'abécédaire animalier créé dans les années cinquante par Mathurin Méheut, et réunies pour l’occasion dans un livre d’artiste[33].
- 2022 : « Colette et Méheut. Le livre secret », Centre Cristel Éditeur d'Art, Saint-Malo. Une exposition consacrée à l'ouvrage Regarde… paru en 1929, gouaches inédites réalisées pour l'ouvrage, maquette, correspondance, manuscrit original.

## Salons
- Salon des artistes français de 1906 à Paris.
- Salon de la Société nationale des beaux-arts de 1910, 1911 et 1912.
- Salon de la Marine de 1945.

## Élèves notoires
- École Boulle (de 1912 à 1913 et de 1919 à 1928).
- École Estienne (en 1921).
  - Louis-Joseph Soulas.
- École des beaux-arts de Rennes (de 1940 à 1944[34]).
  - Joseph Archepel, 1940-1943.
  - Frédéric Back, 1940-1943.
  - Léon Carré, 1940-1944.
  - Geoffroy Dauvergne, 1940-1944.
  - Roland Guillaumel, 1940-1944.
  - Henri Huet, 1940-1944.
  - Jean-Marie Martin, 1940-1943.
  - Roger Marage, 1940-1944.
- École des beaux-arts de Tours.
  - André Plisson, 1945.

### Iconographie
- Yvonne Jean-Haffen, Portrait de Mathurin Méheut, Dinan, Maison d'artiste de la Grande Vigne.
- Portrait de Mathurin Méheut[Par qui ?], 1938, Lamballe, musée Mathurin-Méheut.